# Гюттенбах
Гюттенбах (нем. Güttenbach) — посёлок (нем. Gemeinde) в Австрии, в федеральной земле Бургенланд.
Входит в состав округа Гюссинг. Население составляет 972 человека (на 31 декабря 2005 года). Занимает площадь 15,9 км². Официальный код — 10406.

## Политическая ситуация
Бургомистр коммуны — Лео Радакофитс (АНП) по результатам выборов 2007 года.
Совет представителей коммуны (нем. Gemeinderat) состоит из 15 мест.
- АНП занимает 11 мест.
- СДПА занимает 4 места.

## Муниципалитеты-побратимы
- Малинска-Дубашница (Хорватия) — Малинска, столица общинии